# Haswell (Colorado)
Haswell é uma cidade  localizada no estado americano de Colorado, no Condado de Kiowa.

## Demografia
Segundo o censo americano de 2000, a sua população era de 84 habitantes.
Em 2006, foi estimada uma população de 75, um decréscimo de 9 (-10.7%).

## Geografia
De acordo com o United States Census Bureau tem uma área de
2,2 km², dos quais 2,2 km² cobertos por terra e 0,0 km² cobertos por água.

## Localidades na vizinhança
O diagrama seguinte representa as localidades num raio de 56 km ao redor de Haswell.